# Waisenberg

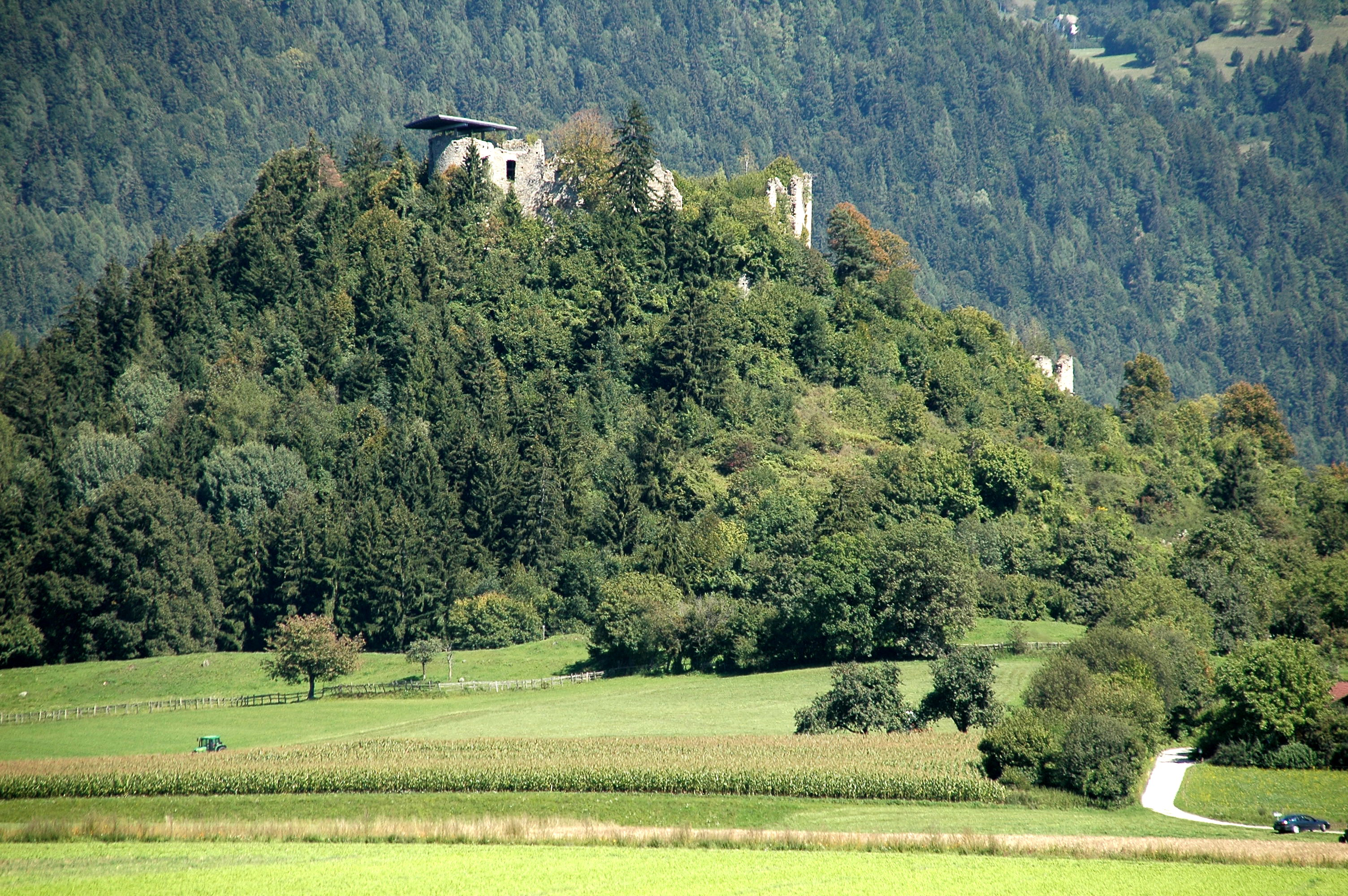
Burgruine Waisenberg

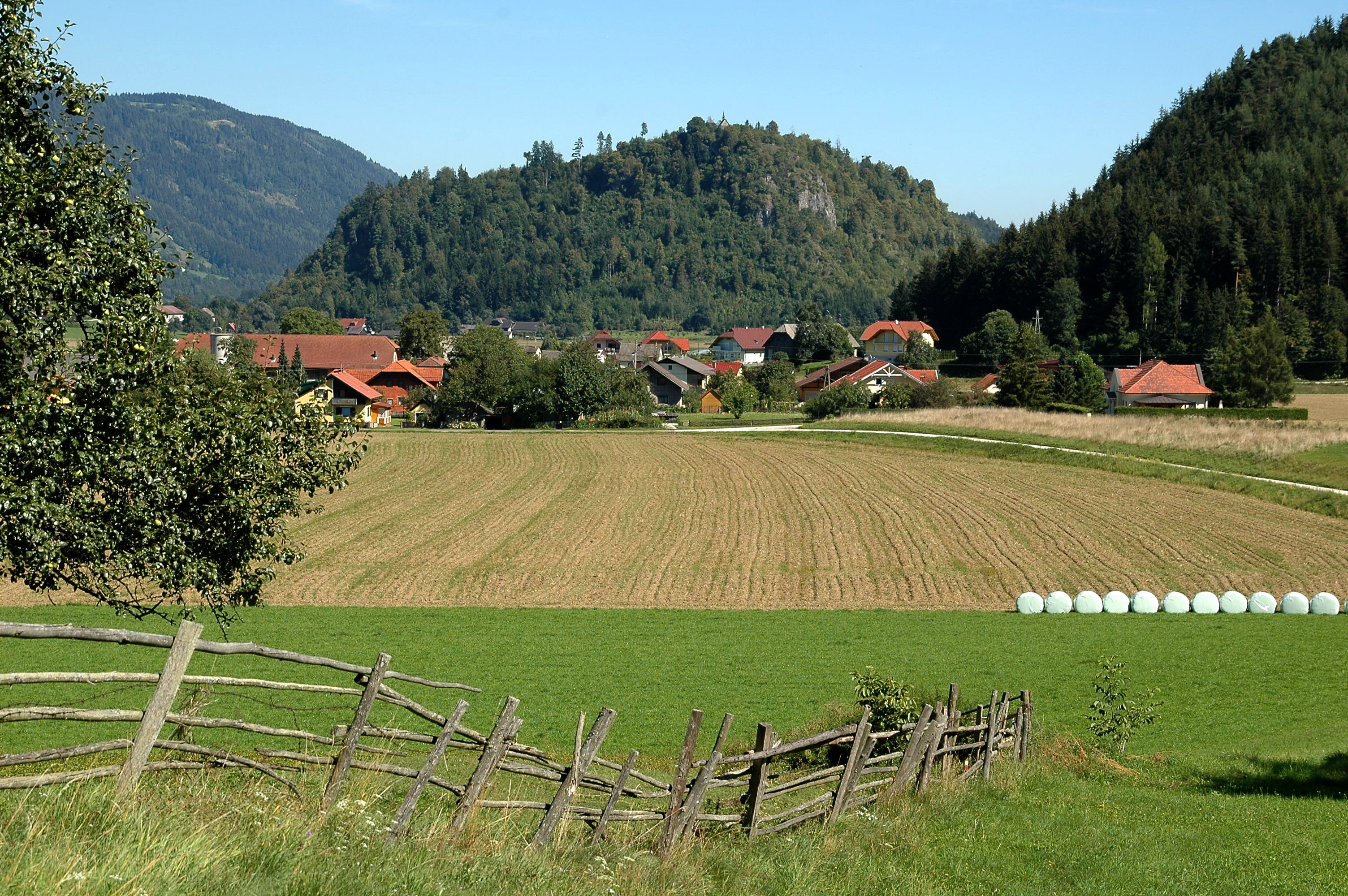
Lamprechtskogel

Waisenberg (slowenisch Važenberk) ist ein Ortsteil der Gemeinde Völkermarkt in Kärnten, in Österreich. Die weit verstreute Ortschaft liegt etwa zehn Kilometer nordwestlich von Völkermarkt.

## Geschichte
Waisenberg wurde 1973 in die Großgemeinde Völkermarkt eingegliedert. Bis dahin war es eine eigenständige Gemeinde mit Sitz in St. Margarethen. Der Name stammt von der als Ruine erhaltenen Burg Waisenberg, die auf einem hellen Kalksteinfelsen steht.
1994 wurde ein Hügelgrab eines unbekannten Fürsten aus der späten Bronzezeit freigelegt, dessen Ausgrabungen im Bezirksmuseum in Völkermarkt zu besichtigen sind.

## Wirtschaft
In der Ortschaft wird eine Schafzucht am Hafnerhof geführt, die die Feinkostgastronomie und Feinkostläden in ganz Österreich mit unterschiedlichen Schafmilchprodukten beliefert.

## Sehenswürdigkeiten
- Burgruine Waisenberg
- Wassermühle, noch in Betrieb
- Auf einem Felsenberg gelegene Kirche „Lamprechtskogel“